# Saint-Privat (tổng)
Tổng Saint-Privat là một tổng của Pháp tọa lạc tại tỉnh Corrèze trong vùng Nouvelle-Aquitaine.

## Địa lý
Tổng này được tổ chức xung quanh Saint-Privat trong quận Tulle. Độ cao khu vực này là 176 m (Hautefage) đến 687 m (Auriac) độ cao trung bình trên mực nước biển là 548 m.

## Hành chính
| Giai đoạn | Ủy viên       | Đảng | Tư cách |
| --------- | ------------- | ---- | ------- |
| 2001-2008 | Serge Galliez | DVD  |         |
| 2008-2014 | Serge Galliez | UMP  |         |

## Phân chia đơn vị hành chính
Tổng Saint-Privat được chia thành 10 xã và khoảng 3 792 người (điều tra dân số năm 1999 không tính trùng dân số).
| Xã                      | Dân số | Mã bưu chính | Mã insee |
| ----------------------- | ------ | ------------ | -------- |
| Auriac                  | 215    | 19220        | 19014    |
| Bassignac-le-Haut       | 212    | 19220        | 19018    |
| Darazac                 | 139    | 19220        | 19069    |
| Hautefage               | 280    | 19400        | 19091    |
| Rilhac-Xaintrie         | 330    | 19220        | 19173    |
| Saint-Cirgues-la-Loutre | 188    | 19220        | 19193    |
| Saint-Geniez-ô-Merle    | 116    | 19220        | 19205    |
| Saint-Julien-aux-Bois   | 501    | 19220        | 19214    |
| Saint-Privat            | 1 091  | 19220        | 19237    |
| Servières-le-Château    | 720    | 19220        | 19258    |

## Thông tin nhân khẩu
| 1962                                                     | 1968  | 1975  | 1982  | 1990  | 1999  |
| -------------------------------------------------------- | ----- | ----- | ----- | ----- | ----- |
| 4 531                                                    | 5 023 | 4 746 | 4 592 | 4 249 | 3 792 |
| Nombre retenu à partir de 1962 : dân số không tính trùng |       |       |       |       |       |